# 정조사 조심태어찰첩
정조사 조심태어찰첩(正祖 賜 趙心泰 御札帖)은 경기도 수원시 팔달구, 수원화성박물관에 있는 어찰첩이다. 2014년 8월 29일 경기도의 유형문화재 제299호로 지정되었다.

## 개요
정조가 수원부사, 화성유수, 장용대장을 역임한 조심태(趙心泰, 1740∼1799)에게 보낸 어찰을 모은 첩이다. 어찰은 모두 13통인데 2통은 2장의 종이에, 나머지 11통은 1장의 종이에 썼다. 조심태가 수원부사로 임명된 1789년부터 장용대장으로 활동하던 1798년 사이에 정조가 보낸 것으로 추정된다. 수원을 중심으로 요동치던 당시의 정국 현황을 파악할 수 있는 매우 중요한 어찰첩이다. 
어찰 내용을 살펴보면 정조는 수원에 있던 조심태와 수시로 편지를 교환하면서 현지의 사정을 파악하고 그때그때 필요한 조치를 처리해 나갔으며, 모종의 비밀 업무도 지시한 후 그 결과를 기다렸음을 알 수 있다. 조심태는 정조와 서로 밀서를 주고받던 핵심 측근 관료였다. 현재까지 알려진 조심태 관련 정조 어찰첩으로는 유일하다.
조심태는 1768년(영조 44) 무과 급제하고 여러 무관직을 두루 거쳐 1789년 수원부사를 역임하였다. 이때 현륭원(顯隆園)을 옮겨오는 일과 수원의 도시 기반 시설을 구축하는 일 등 어려운 임무를 차질 없이 처리하였다. 이후 총융사, 금위대장, 어영대장 등을 지내다가 1794년 승격된 화성유수로 다시 제수되었고 수원화성 축성의 주요 직책을 겸하였다. 정조가 번암 채제공과 함께 가장 총애하던 무반계 신하였다.

## 참고 문헌
- 정조사 조심태어찰첩 - 국가유산청 국가유산포털